# Vilafranca Eagles
Els Vilafranca Eagles són un club català de futbol americà de la ciutat de Vilafranca del Penedès.
La història dels Eagles de Vilafranca es remunta a l'any 1988, quan van començar a entrenar a Moja, però no és fins al febrer del 1989 que el club es fundà oficialment i es va inscriure al Registre d'Entitats Esportives de la Generalitat (01-06-1989). El 1990 va participar per primer cop en una competició oficial. Als anys 90 fou un dels equips punters del futbol americà estatal, esdevenint campió d'Espanya dos cops.

## Palmarès
- 1 Supercopa catalana de futbol americà: 1996-97
- 2 Lliga espanyola de futbol americà: 1993, 1997
- 1 Dragons Bowl: 2000